# Ian Araneta
Ian Araneta (Iloilo City, 2 maart 1982) is een Filipijns voetballer. Araneta speelt sinds 2003 als spits voor Philippine Air Force F.C, een club uit de hoogste Filipijnse voetbalcompetitie. In 2002 maakte hij zijn interlanddebuut voor het Filipijns voetbalelftal in een oefenwedstrijd tegen Singapore. Sindsdien speelde hij ruim 20 interlands voor het nationale elftal. Op 12 oktober 2010 maakte hij in de met 5-0 gewonnen wedstrijd tegen Macau een hattrick.

## Interlanddoelpunten
| #  | Datum       | stadion                                       | Opponent       | Score | Resultaat | Competitie                               |
| -- | ----------- | --------------------------------------------- | -------------- | ----- | --------- | ---------------------------------------- |
| 1. | 21 okt 2008 | Phnom Penh National Olympic Stadium, Cambodja | Laos           | 1–0   | 1–2       | kwalificatietoernooi AFF Suzuki Cup 2008 |
| 2. | 10 okt 2010 | Kaohsiung National Stadium, Kaohsiung, Taiwan | Chinees Taipei | 1–1   | 1–1       | Long Teng Cup 2010                       |
| 3. | 12 okt 2010 | Kaohsiung National Stadium, Kaohsiung, Taiwan | Macau          | 2–0   | 5–0       | Long Teng Cup 2010                       |
| 4. | 12 okt 2010 | Kaohsiung National Stadium, Kaohsiung, Taiwan | Macau          | 3–0   | 5–0       | Long Teng Cup 2010                       |
| 5. | 12 okt 2010 | Kaohsiung National Stadium, Kaohsiung, Taiwan | Macau          | 5–0   | 5–0       | Long Teng Cup 2010                       |
| 6. | 22 okt 2010 | New Laos National Stadium, Vientiane, Laos    | Oost-Timor     | 1–0   | 5–0       | kwalificatietoernooi AFF Suzuki Cup 2010 |
| 7. | 22 okt 2010 | New Laos National Stadium, Vientiane, Laos    | Oost-Timor     | 4–0   | 5–0       | kwalificatietoernooi AFF Suzuki Cup 2010 |
| 8. | 22 okt 2010 | New Laos National Stadium, Vientiane, Laos    | Oost-Timor     | 5–0   | 5–0       | kwalificatietoernooi AFF Suzuki Cup 2010 |
| 9. | 25 mrt 2011 | Bogyoke Aung San Stadium, Rangoon, Myanmar    | Bangladesh     | 1–0   | 3–0       | Kwalificatie AFC Challenge Cup 2012      |